# Àntim III de Constantinoble
Àntim III de Constantinoble (en grec Ἄνθιμος Γ´) va ser patriarca de Constantinoble de l'any 1822 al 1824.
Va néixer a Naxos, i va ser nomenat protosincel·le. Després va ser metropolità d'Esmirna (1797-1821) i de Calcedònia (1821-1822). Elegit patriarca de Constantinoble en un moment difícil, a causa de la guerra d'independència de Grècia, va ser deposat al cap de dos anys, el 1824, i va marxar exiliat a Cesarea, on va viure en un monestir. Traslladat a Esmirna hi va morir l'any 1824.